# Aquavit (restaurant)
Aquavit is een Scandinavisch restaurant met twee Michelinsterren, dat is gesitueerd op de benedenverdieping van de Park Avenue Tower in New York. Het restaurant ontving in 2013 zijn eerste Michelinster en ontving twee jaar later in 2015 een tweede Michelinster. Voor in het restaurant bevindt zich een bistro, waar hartige en eenvoudige gerechten uit de Zweedse keuken worden geserveerd. Daarachter bevindt zich een bar en achter in het restaurant de eetzaal. Daarnaast zijn er twee eetzalen die afgehuurd kunnen worden. Aquavit is gespecialiseerd in moderne Scandinavische gerechten.
Aquavit werd geopend in november 1987 met Håkan Swahn als eigenaar en Christer Larsson als chef-kok. Het restaurant was destijds gevestigd in de Rockefeller Townhouses aan West 54th Street en had twee verdiepingen: op de bovenste verdieping op straatniveau was een bar en op de andere verdieping de eetzaal. In 1999 opende Aquavit een tweede restaurant in Minneapolis, maar in 2003 werd het restaurant gesloten. In 2005 verhuisde de vestiging in New York van Aquavit naar zijn huidige locatie in de Park Avenue Tower.
Tot de winter van 1994-95 was Jan Sendel de chef-kok. Door zijn overlijden werd hij toen opgevolgd door Marcus Samuelsson, die lange tijd chef-kok van Aquavit bleef. Samuelsson werd later opgevolgd door Marcus Jenmark. Tegenwoordig is Emma Bengtsson de chef-kok. Zij kwam bij Aquavit werken in 2010 en werd in 2014 de chef-kok.